# Hazen (Dacota do Norte)
Hazen é uma cidade localizada no estado norte-americano de Dacota do Norte, no Condado de Mercer.

## Demografia
Segundo o censo norte-americano de 2000, a sua população era de 2457 habitantes.
Em 2006, foi estimada uma população de 2319, um decréscimo de 138 (-5.6%).

## Geografia
De acordo com o United States Census Bureau tem uma área de
3,2 km², dos quais 3,2 km² cobertos por terra e 0,0 km² cobertos por água.

## Localidades na vizinhança
O diagrama seguinte representa as localidades num raio de 32 km ao redor de Hazen.